# Тимей Локрийский
Тимей из Локр, или Тимей Локри́йский (др.-греч. Τίμαιος ὁ Λοκρός; ок. 400 г. до н.э.) — древнегреческий философ-пифагореец из города Локры Эпизефирские, где занимал самые почётные должности. Персонаж диалогов Платона «Тимей» и «Критий».
Известное со времён поздней античности под именем Тимея сочинение (на дорийском диалекте) «О природе мира и души» (др.-греч. Περὶ φύσιος κόσμω καὶ ψυχᾶς), содержащее (среди прочего) первую математическую модель-реконструкцию мировой души Платона, в действительности принадлежит анонимному писателю I в.н.э.. Впервые упоминается как сочинение Тимея философом II в.н.э. Никомахом из Герасы (Intr. harm. 11). Труд «псевдо-Тимея» был популярен в эпоху Возрождения, его латинский перевод выполнил в XV в. Джорджо Валла, а начиная с XVI в. он входил как обязательная часть в собрание сочинений Платона.
В 1935 г. Международный астрономический союз присвоил имя Тимея кратеру на видимой стороне Луны.

## Издания и литература
- Holger Thesleff (ed). The Pythagorean texts of the Hellenistic period. Åbo: Åbo Akademi, 1965, pp. 205-225 (критическое издание греч. оригинала).
- Walter Marg (ed.). Timaeus Locrus. De natura mundi et animae. Editio maior. Leiden: Brill, 1972. ISBN 90-04-03505-2 (критическое издание греч. оригинала и нем. перевод).
- Thomas H. Tobin (ed.). Timaios of Locri. On the Nature of the World and the Soul. Chico (California): Scholars Press, 1985. ISBN 0-89130-767-2 (английский перевод с комментариями).
- Matthias Baltes. Timaios Lokros. Über die Natur des Kosmos und der Seele. Leiden: Brill, 1972 (исследование источника и детальный комментарий).